# کلپروث (دهانه)

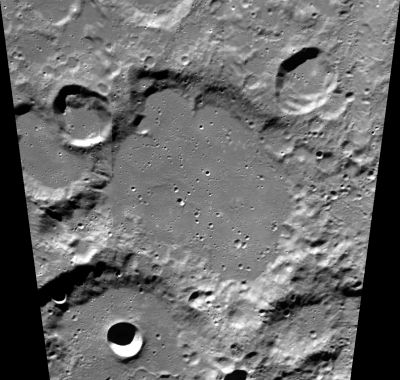
دهانه کلپروث

کلپروث یک دهانه برخوردی در ماه‌ است.

## دهانه‌های اقماری
این دهانه ۷ دهانه اقماری دارد.
| Klaproth | عرض جغرافیایی | طول جغرافیایی | قطر          |
| -------- | ------------- | ------------- | ------------ |
| A        | ۶۸.۲° S       | ۲۱.۶° W       | ۳۰.۰ کیلومتر |
| C        | ۶۹.۱° S       | ۱۹.۵° W       | ۸.۰ کیلومتر  |
| B        | ۷۲.۰° S       | ۲۴.۷° W       | ۱۱.۰ کیلومتر |
| D        | ۷۰.۲° S       | ۲۰.۴° W       | ۸.۰ کیلومتر  |
| G        | ۶۸.۶° S       | ۳۱.۲° W       | ۳۰.۰ کیلومتر |
| H        | ۶۹.۴° S       | ۳۳.۱° W       | ۴۱.۰ کیلومتر |
| L        | ۷۰.۱° S       | ۳۶.۵° W       | ۱۱.۰ کیلومتر |